# Sughd
Sugh o Soghd (al-Sughd) és un nom geografic musulmà que es va donar a la Sogdiana clàssica. El nom en la seva accepció més gran comprenia tot el territori al nord de l'Oxus (moderns Uzbekistan, Tadjikistan i Kirguizstan) però en la seva accepció més limitada era una província o regió de la rodalia de Samarcanda. El nom apareix en vell persa com suguda, neo avestic com sughoa, grec com sogdioi (o sogdianoi) i es donava a un poble iranià (els sogdians) i no a una regió. Els sogdians es van sotmetre a Darios el Gran i el seu territori (segons Heròdot) anava del Oxus al Yaxartes. Al-Biruni esmenta els sogdians i els corasmis com a pobles autòctons zoroastrians de Mawara al-Nahr (nom àrab de la Transoxiana). Els sogdians van fundar colònies comercials lluny de les seves terres d'origen, per tota l'Àsia central, cap a la Xina del nord. A les inscripcions de l'Orkhon apareixen esmentats com soghdak i se'ls esmenta a la vora de Balasagun a la vall del Chu. Els uigurs, turcs, van emprar la seva escriptura als sogdians.
Com a nom de país el terme de Sogdiana va quedar més reduït a l'època musulmana; en temps d'al-Istakhri comprenia les terres a l'est de Bukharà, entre Samarcanda i Dabusiyya si bé altres hi afegeixen les terres de Bukharà, Kish i Nasaf. Kish és considerada a vegades la capital d'al-Sughd i al-Yakubi l'esmenta sota aquest nom, ja que les capitals d'un país solien agafar el nom d'aquest. Kish correspon a la moderna Xahrisabz i és el lloc on va néixer Tamerlà. Sembla que l'antic nom xinès de Kish, Su hiai (pronunciat Su-git) correspondria al nom Sughd o Sogdh; no obstant això, Yakubi, en un altre lloc, dona com a capital de Sughd a Samarcanda encara que Kish i Nasaf formen part de la regió (però no pas Bukharà). Al-Biruni anomena al-Sughd a una vila propera a Bukharà. Els musulmans consideraven la regió de Soghd o Sugdh equivalent a la vall del Zarafshan, riu que neix a les muntanyes de Battuman (al nord de la regió històrica del Caghaniyan) i corre en direcció sud-oest per Samarcanda i Bukharà abans de desaparèixer al desert; El Zarafshan era anomenat pels geògrafs medievals musulmans com Nahr al-Sugdh, però apareix també com a Namik (al-Yakubi) que podria ser el nom iranià antic, transcrit en xinès Na-mi (el nom Zarafshan no apareix fins al segle xviii). Posteriorment Sugdh va quedar circumscrit a una part de la regió de Samarcanda, distingint-se entre Mig Sughd (o Nim Sughud), una comarca formada per dos braços del Zarafshan (el Ak Darya i el Kara Darya), i el Gran Sughd (Sughud-i Kalan), al nord de l'Ak Darya.
La llengua sogdiana va sobreviure segles a Bukharà i Samarcanda però va acabar substituïda per una llengua iraniana més evolucionada, el tadjik, i pel turc (després uzbek); el sogdià antic només s'ha conservat en el yaghnobi, que es parla en una vall aïllada del Tadjikistan.
Al Tadjikistan modern una de les seves províncies porta aquest nom. Vegeu Provincia de Sughd